# Богдан Тодоров
Богдан Тодоров (Сомбор, 29. новембар 1946 – Сомбор, 2. фебруар 2021) био је српски проналазач, сликар, књижевник, ктитор и новинар.

## Биографија
Рођен је као син Милоша Тодорова, лекара и мајке Смиљане Тодоров, рођ. Вуић, апотекарке. Основну школу, као и Гимназију завршио је у Сомбору. Студирао је на Електротехничком факултету Универзитета у Београду – одсек Техничка физика и дипломирао 1971. На постдипломским студијама на Електротехничком факултету у Београду – одсек Метрологија, магистрирао је 1982. године.
Говорио је енглески, немачки и  француски, а служио се  руским језиком. На његов истраживачки рад утицао је чувени професор др Живојин Ћулум, који је радио на Машинском факултету (данас Факултет техничких наука) у Новом Саду. Богдан је учествовао на једном конкурсу Матице српске са својим радом . Био је тада ученик трећег разреда Гимназије. Професор  Ћулум му је дао предлоге за даљи рад, подстицао га да упише студије електротехнике и дуго година пратио његове радове из области техничких наука.
Радио је у Заводу за физику и математику, Универзитет Нови Сад (1976),  Факултету техничких наука, Нови  Сад (1976-1981),  Комуналној  радној организацији „Нови Сад“,  ДДОР „Одржавање“ (1981-1985),  Институту „Кирило Савић“, ООУР за аутоматику,  Београд (1985-1986), Југословенском  центру за техничку и научну документацију,   Београд  (1986 –1987), Самосталној  патентној   канцеларији Зорана  Живковића,   Београд (1987- 1992), Савезном секретаријату за развој,  Савезном заводу за патенте, Београд (1990-1994),  Савезном  министарству за развој, науку и животну средину, Завод за интелектуалну својину,  Београд (1994 – 2000), Савезном министарству  привреде и унутрашње трговине, Савезном заводу за интелектуалну својину,  Београд (2000 – 2003), Савезном министарству за унутрашње економске односе, Завод за интелектуалну својину, Београд (2003- 2007), Заводу за интелектуалну својину,   Београд (2007-2010).

## Стечена научна, стручна и друга звања
- UNIDO (United Nations Industrial Development Organisation) експерт за биомедицинску технику
- UNESCO експерт за библиотечку информатику
- Витез Крста Краљевине Белгије
- Патентни инжењер
- Професионални новинар, члан Удружења новинара Србије, члан  IFJ  Интернационалне федерације новинара
- Ктитор - задужбинар спомен Храма Светог Саве на Врачару, у Београду
- Хаџија из Јерусалима

Један од оснивача, потпредседник и академик САИН  (Српска академија изумитеља и научника, Београд (2004-2021).
Оснивач је  ЛЕГАТА ПОРОДИЦЕ ВУИЋ (2016), који се налази у Музеју Сомбора, са преко  четири стотине предмета из живота чувене сомборске породице, ктитор задужбинар је Храма Светог Саве у Београду, заједно са својим родитељима и децом.
Тодоров је био изузетно образован и креативан у многима пољима стваралаштва. Најзначајнији његов изуми су магнетни омекшивач воде и калота за исушивање тумора, за које је добио бројна српска и међународна признања.  Изум калоте је помогао многим оболелим од канцера простате, дојке и малигног меланома. Сматрао је да би било корисно спојити алтернативну и званичну медицину јер би се, вероватно, постигли бољи резултати у лечењу болесника. Желео је да се такво једно одељење отвори у оквиру бањског лечења и туризма у бањи Јунаковић, али није био довољно разумевања за такве идеје.
Учествовао је на неколико изложби са својим сликама. Објавио десет књига различитог књижевног жанра, од романа, поезије до афоризама. Његови чланци у новинама и периодичним часописима су везана за актуелне теме времена у коме је живео.
Био је поносан на грађанско порекло мајке из чувене породице Вуић и оца, чија је мајка потицала из познате богате породице Бугарски, из Товаришева.
Супруга Нада је доктор  књижевних наука. Син Милош је докторирао на Факултету техничких наука у Новом Саду, област примењене математике. Ћерка Смиљка  је завршила медицинску физику на Природно-математичком факултету у Новом Саду, а касније  стекла звање мастер медицинске физике и мастер професор физике, на истом Факултету. И ћерка и син су заједно са Богданом радили неколико проналазака и добили бројна межународна и српска признања.

## Патенти, модели, узорци и ауторска дела
- Р—1167/89; Турбински погон на стојећим и мирним водама, Гласник интелектуалне својине, бр. 2, 1991, Београд
- Р—2002/89; Конструкција са коцкама и куглом за отклањање штетног зрачења, Гласник интелектуалне својине, 20.8.1991., Београд
- Р—1696/89; Ручни механички мерач биоенергије, Гласник интелектуалне својине, бр. 2, 20.8.1991, Београд
- Р—1905/89; Конструкција са куглама и купом за отклањање штетног зрачења, Гласник интелектуалне својине, 10.3.1992, Београд
- Р-—247/93; Гласник интелектуалне својине, бр.5, 21.12.1994, Београд
  - U  — 7/93, Шара за календар, решење од 30. 5. 1997. године, Савезни завод за интелектуалну својину, Београд
- WО 2007/035969 А1 ;: РСТ/YU 2006/ 000003; Assetmbly of callote –conic  constructions for dehydrating the tumour tissues by directing a natural raying, 14.02.2006.
  - WO 2007/019587 A1;PCT/YU 2006/000005; Movable, dismountable, multipurpose water softener tube with magnets, 9.03 2006.
  - PC  50217 B; Склоп калотасто-купастих конструкција за исушивање тумора усмеравањем природног зрачења, Тодоров Богдан, Тодоров Смиљка
  - ЕВРАЗИИСКИЙ ПАТЕНТ Е А 011664 В1; Узел  каллто-конусообразных конструкций
- для всушваниа опухоли наведением естественного излучения  ,Тодоров Богдан; Тодоров Смиљка, 28 априла 2009.
- РС 50280 Б; Појачани усмеривач природног зрачења за исушивање тумора, 11. 01. 2007, Тодоров Смиљка/ Тодоров Богдан
- РС 49661 Б; Преносиви, расклопиви, вишенаменски цевни омекшивач воде са магнетима, 21.09.2007, Тодоров Богдан/ Тодоров Смиљка/ Тодоров Милош
- РС 50658 Б; Оптичка дифракциона решетка са чвориштима, шипкастим и полукружним жљебовима, 14 април 2008, Тодоров Смиљка/ Тодоров Богдан
- P- 200070455/2009, Справа за неинвазивно третирање хипертрофије простате и некамцерогених тумора усмерењем природног зрачења и магнетног флукса,  Тодоров  Богдан, Мандић Душанка
- 14а. 0–9/94: Крстасто омрежје, Гласник интелектуалне својине, 23.05.1997, Београд 
  - М 9550; М – 33/94, Уздигнути стони притискивач за хартију, решење од 26. 06. 1996. године, Савезни Завод за интелектуалну својину, Београд
- А 1486, А – 364/04 Потврда о уношењу у евиденцију и депоновању ауторских дела, дело под насловом: "Писана слова ћирилице са облим узлазно силазним делом и омчастим силазно узлазним делом“, Завод за интелектуалну својину Србије и Црне Горе, 23. 11. 2004. године, Београд
- А 1487, А — 365/04, Потврда о уношењу у евиденцију и депоновању ауторских дела, дело под насловом:  Кувар посних јела, Завод за интелектуалну својину Србије и Црне Горе, 22. 11. 2004. године, Београд.
- 3550 А-161/08, Потврда о уношењу у евиденцију и депоновању ауторских дела, дело под насловом:  Церекологија са основама церекотерапије, Завод за интелектуалну својину Србије, 18. 3.  2008. године, Београд
  - Lik – 61/89, Слика под називом  Позитивно зрачење облика 1, Ауторска Агенција за Србију, 29. 9. 1989., Београд
  - Lp – 65/89, Слика под називом: Позитивно зрачење облика II, Ауторска Агенција за Србију, 20. 10. 1989, Београд
  - Lik – 60/90, Слика под називом  Свеобухватност, Ауторска Агенција за Србију, 19. 07. 1990, Београд
  - Lik – 61/90, Слика под називом Заштитник љубави, Ауторска Агенција за Србију, 19. 07. 1990, Београд
  - Lik – 22/91, Идејно и ликовно решење Универзални генератор, Ауторска Агенција за Србију, 25. 6. 1991, Београд
  - Тодоров, Богдан: Био- енергетски генератор, Бизнис, Београд,  фебруар 1992, број 32, стр. 41.
  - Тодоров Богдан: Уро аларм, Бизнис,Београд, 2. март 1992, број 33, стр. 41.
  - Тодоров  Богдан, Миланковић, Душан:  Заштита од зрачења, Бизнис,Београд, 2. јун 1992, број 36, стр. 41.

## Објављени научни и стручни радови

### Област: Електрометрологија
1. Tодоров, Б. (1968). Варијанта осцилоскопског мерача са непосредним читањем модула, аргумента, реалног и имагинарног дела импедансе. Електрон (31) , 4-5.
2. Todorov, B. (1969). Lecture directe des elements d’une  impedance sur un oscilloscope, Electronique( No93) , 337-339.
3. Todorov, B. (1972). Methode de mesure du modele reelet imagine a l’aide d’une voltmetre er d’un resistance etalonnee, R.G.E, Tome 81, No 4, page 273-274.
4. Todorov, B. (1974). Mеtodе mеrеnja modula, rеalnog i imaginarnog dеla impеdancе pomoću voltmеtra i baždarеnih otpornika. Zbornik radova Fakultеta tеhničkih nauka u Novom Sadu, br 9 , str. 123-143.
5. Todorov, B. (1975). Mеtoda mеrеnja prividnе, aktivnе i rеaktivnе snagе impеdancе pomoću ampеrmеtra, voltmеtra i promеnljivih otpornika. IX Jugoslovenski simpozij o telekomunikacijah, Zbornik, del II- splošna problematika – F/VI Ljubljana
6. Todorov, B. (1976). Mеtoda mеrеnja modula, rеalnog i imaginarnog dеla impеdancе pomoću dva voltmеtra i baždarеnog promеnljivog otpornika. J.U.K.E.M, Zbornik so trudovi – Ohrid, str.620.
7. Todorov, B. (1976). Mеrеnjе komponеnata impеdancе i komponеnata snagе na impеdanci mеtodom stalnе strujе. X Jugoslovenski simpozij o telekomunikacijah – Telekomunikacije 76 – splošna problematika  G/II, Ljubljana
8. Todorov, B. (1977). Mеtoda dirеktnog odrеđivanja modula, rеalnog i imaginarnog dеla impеdancе pomoću ampеrmеtra i promеnljivog baždarеnog otpornika. XI  Jugoslovenski simpozij o telekomunikacijah –YUTEL – splošna problematika – F /3, Ljubljana
9. Todorov, B. (1978). Dirеktno očitavanjе prividnе, aktivnе i rеaktivnе snagе na impеdanci pomoću vatmеtra mеtodom maksimalnog pokazivanja. XII Jugoslovenski simpozij za telekomunikacije,  YUTEL 78 – splošna problematika  – F/2, Ljubljana
10. Todorov, B. (1978). Dirеktno očitavanjе vatmеtrom komponеnata snagе na impеdanci mеtodom zamеnе еlеmеnata, XII Jugoslovenski simpozij za telekomunikacije, YUTEL- 78 –splošna problematika – F/3, Ljubljana
11. Todorov, B. (1978). Mogućnost odrеđivanja paramеtara kapacitivnе impеdancе pomoću dvostrukе kompеnzacijе, pri datoj učеstanosti.  JUKEM., Zbornik referatov I,  391, Maribor
12. Todorov, B. (1979). Mogućnost očitavanja vatmеtrom komponеnata snagе razvijеnе u monofaznim sistеmima bеz sistеmatskе grеškе, Zbornik radova JUREMA 24 (3), 65, Zagrеb.
13. Todorov, B. (1979). Jеdna mogućnost očitavanja svih komponеnata еlеktričnе snagе u monofaznim sistеmima еlеktronskim vatmеtrom, bеz sistеmatskе grеškе, XXIII Jugoslovеnska konfеrеncija ETAN – a.  1, 11.
14. Todorov, B. (1979). Mogućnosti mеrеnja komponеnata impеdancе pomoću ampеrmеtra i voltmеtra, XIII Jugoslovenski simpozij o telekomunikacijah, YUTEL 79- telekomunikacijski terminali – F/I,  Ljubljana
15. Todorov, B. (1979). Mogućnost mеrеnja sa nеposrеdnim čitanjеm argumеnta, rеalnog i imaginarnog dеla impеdancе pomoću osciloskopa i baždarеnog promеnljivog otpornika, XIII Jugoslovenski simpozij o telekomunikacijah YUTEL 79 – telekomunikacijski terminali – F/II, Ljubljana
16. Todorov, B. (1980). Jedna mogućnost direktnog merenja komponenata impedance pomoću osciloskopa sa dva traga. XXIV Jugoslovenska konferencija ETAN, I,51, Priština
17. Todorov, B. (1980). Jedna analiza upotrebe elektrostatičkog vatmetra pri merenju raznih vidova snage razvijene u monofaznim sistemima,  XIV Jugoslovenski simpozij o telekomunikacijah, YUTEL ’80, Zbornik radova G/II. Ljubljana
18. Todorov, B. (1980). Mogućnost upotrebe impulsnog množača u postupcima direktnog očitavanja aktivne, reaktivne i prividne snage razvijene u monofaznim sistemima, YUKEM’80, Priština. Zbornik radova IX Jugoslovenskog simpozija za merenje i mernu opremu, I, str.1980.
19. Todorov, B, Teodorović, V. (1984). Jedan prilaz rešavanju raznih vidova električne snage u nelinearnim sistemima, YUKEM ’84, Zbornik radova sa XI Jugoslovenskog simpozijuma o merenju i mernoj opremi, I, str.45, I-45,7.

### Област: Електромедицински уређаји, развој и конструкције
- - Уро-аларм код енурезиса ноктурно
  - Антидекубитус душек
  - Струјни и напонски стимулатори биосистем.
- Из области параенергетских феномена и зрачења облика:
- Биоенергетски генератор
- Крстолики заштитници
- Енергоинформациони системи

#### Објављени стручни радови из ових области
- Todorov, B. (1992).  Crtež koji štiti. Treće oko, 68,  58- 59.
- Todorov, B. (1992). Zaštitna moć prostornog krsta. Treće oko, 69,  29- 31.
- Todorov, B. (1992). Štiti ukućane. Treće oko, 70, 21- 22.
- Todorov, B. (1992). Gospod nas isceljuje. Treće oko, 73, 34- 36.
- Todorov, B. (1992). Ne prizivajte neželjene goste. Treće oko,  74, 24 - 26.
- Todorov, B. (1992). Tajna lekovite tkanice. Treće oko.81,  48- 50.
- Todorov, B. (1992). Strujanje zdravlja. Treće oko, 82,  48- 50.
- Todorov, B. (1993). Lečenje verom. Treće oko, 83,  40- 41.
- Todorov, B. (1994). U zdravom duhu zdravo telo. Treće oko, 115, 49- 51.
- Todorov, B. (1994). Isceljeni samo prividno. Treće 116, 50- 52.
- Todorov, B. (1994). Uništitelj zla. Treće oko, 118, 11.
- Todorov, B. (1994). Zlatni krstaš barjak. Treće oko, 123, 3- 4.
- Todorov, B. (2000). Verovao - ne verovao, on svejedno isceljuje, Treće oko, 267, 9 - 11.
- Todorov, B. (2000). Preproge zdravja. Misteriji, letnik 8, št. 96.
- Todorov, B.  (2000). Životna energija. Misteriji, letnik 8, št. 87.
- Тодоров, Б. (2000). Благотворное дейвствие креста во всех масштабах уровне и измерени. Научнопрактические аспекти народной медицини. част первая,   ВНИЦТНАМ ЕНИОМ, Москва
- Тодоров, Б. (2000). Пирамида как графическое изображение многозначной убивающей функции времени, замкнутой в своем максимуме. Научно-практические аспекти народной медицини,  част вторая  ВНИЦТНМ ЕНИОМ. Москва
- Todorov, B. (2000). Korist za sve ukućane. Treće oko, 268,  9 - 11.
- Todorov, B. (2002). Križ zmanjšuje energiju zla.  Misteriji, letnik 9, 102.
- Todorov, B. (2003). Krst je spasenje. Revija 21, 7,18-19.
- Todorov, B. (2004). Krst je sila. Revija 21, 8, 17- 19.
- Todorov, B. (2009).  Istina o grupi 69. Treće oko, 508, 22.
- Todorov, B. (2010). Da li je Bog umro uzalud. Treće oko, 526, 7.
- Todorov, B. (2010). Kako tumor sam sebe jede. Treće oko, 527, 52-53.
- Todorov, B. (2010). Omekšivač vode, Treće oko, 530, 34.
- Todorov, B. (2010). Prostorni krst, Treće oko, 544, 6.

### Област: Третмани вода
- Омекшивачи воде за пиће
- Пречистачи воде за пиће
- Структура воде и могуће примене

Објављени радови
- Todorov, B. (2004). Voda je prvi postojeći oblik života. Revija 21, 9,  28- 30.
- Todorov, B. 2004.  Kristali života.  Revija 21,  10, 11-12.

## Онкологија
- Третирање малигних меланома неинвазивним енергијама
- Третирање унутрашњих тумора неинвазивним зрачењем

Објављени стручни рад
- Isušivanje kožnih znamenj,  Misterij,  Ljubljana 2001, letnik  8, št.91, зг. 39 – 42.

## Интелектуална својина
1. Тодоров мр Богдан, самостални саветник- патентни инжењер у Савезном заводу за патенте, Патенти у области биоенергије и радиестезије, агенција ~ Промотион“' – Београд, хотел  Метропол“, 26. август 1993. године.
2. Тодоров, мр Богдан : Немогућност заштите софтвера пријавом патента, Саветовање "Злоупотреба информационих технологија", Тара, 7. фебруар 2004.
3. CASE STUDY  / SUCCES STORY ,  Семинар "Интелектуална својина и подршка иновацијама" Привреда Комора Града Београда, 30. март 2004. године.
4. Здравковић, С., Тодоров, Б.: " Анализа софтвера ради заштите патентом, Саветовање „Злоупотребе информативних технологија и заштита“- Тара 07, ZITEH R 39.
5. Тодоров, Б., Здравковић, С.: Злоупотреба информација о приватности Николе Тесле, Саветовање “Злоупотреба информационих технологија и заштита- Тара 07, ZITEH R 34.
6. Тодоров,  Б. (1993). Пријаве проналазака у области коришћења параенергетских феномена и радиестезије. Подлистак Патентног гласника Савезног завода за патенте, РG 6/92, 1451-1458.
7. Тодоров, Б. (2005). Немогућност заштите софтвера пријавом патента. Гласник интелектуалне својине, Београд,  2005/1,  169-171.
8. 6. Тодоров, Б.,  Радосављевић, М., Савић О., Ивановић Д. (2006). Међународне РСТ и ЕР пријаве патената из области феномена параенергетских таштитних средстава, Гласник интелектуалне својине, Завод за интелектуалну својину, бр.5/98
9. Здравковић С., Тодоров, Б. (2006). Одобрени патенти из области параенергетских феномена као квалитетно нов приступ решавања поднетих пријава патената, Подлистак Гласника интелектуалне својине . Београд,  2/2006, 654-658.
10. Тодоров, Б.,  Здравковић С. ( 2006).   Заштита софтвера пријавом патента у Србији, Интелектуална својина, Београд, 19-20, 7-10.
11. Здравковић, С., Тодоров, Б. ( 2006). Преглед пријава и одобрени патенти у свету из области параенергетских феномена, Интелектуална својина, 1, 9-11.
12. Тодоров, Б., Здрвковић, С. (2006).  Могућност заштите пријаве патената из области параенергетских феномена у Србији, Интелектуална својина, 5, 17 – 18.
13. Тодоров, Б. ( 2007). Еквилибристика пријавама патента и малог патента ради што делотворније заштите проналаска. Интелектуална својина, год. II, 6, 11/12.
14. Трифковић, С.: Интелектуална својина, „ Литература“, стр.42, "Мала библиотека Србија 21-Нови почетак", Демократска странка,  Истраживачко-издавачки центар, Београд
15. Манигодић М. (2007).  Преглед тема објављеним у часописима „Интелектуална својина“ од броја 1 до броја 12 за 2007. годину.  Интелектуална својина ( нов.децембар), 15-16, 25 – 26.

## Радови из других области истраживања
- Развој и историја писма
  - Тодоров Б., Тодоров, Н. (2004). Јунгова теорија о колективном несвесном и судбина ћирилице. Ћирилица, стр. 35-37.
  - Тодоров Б.,  Тодоров, Н. (2005).  Пример ауторског права као једне од могућности заштите, очувања и осавремењивања изворног начина писања ћирилице.  Ћирилица, стр. 125-130.
  - Тодоров, Б., Тодоров Н. (2006). Решење питања ћирилице (ни)је могуће у садашњој и сутрашњој Србији, Ћирилица и Матица Српска
- Рецензије и преводи 
  - Савезни завод за интелектуалну својину МКП – међународна класификација патената, Секција 8 – физика, пето издање, Београд 1997.
  - Савезни завод за интелектуалну својину МКП – међународна класификација патената, Секција 6 – физика, шесто издање, Београд, 1999.
  - Савезни завод за интелектуалну својину МКП – међународна класификација патената, Секција 6 – физика, седмо издање, Београд, 2001.
  - Завод за интелектуалну својину Србије, МКП – међународна класификација патената, Секција О – физика, осмо издање, Београд, 2007.
- Посни рецепти 
  - Тодоров, Б. (2003).  За дане поста – паштета од соје. Политика –Магазин , 324,  21.
  - Тодоров, Б.( 2004). Медаљони од поврћа, шампињони са белим луком, пикантни гулаш од соје, Политика –Магазин,  354,  страна 19.
  - Тодоров, Б. (2005). За дане поста – Богданов гулаш. Политика – Магазин, 426, 21.
  - Тодоров, Б. (2005).  Посна пица, пијани шаран, сарма са шампињонима. Политика –Магазин, 482,  24.
- Чланци са различитом  тематиком
  - Тодоров, Б. (1999). Захвалност за гостопримство, Политика,  6. 5.  1999, 10.
  - Todorov, B.  (1992).  Napitak iz sna. Treće oko, 79,  40.
  - Todorov, B., Todorov, N. (1992). Sa izleta u budućnost.  Treće oko, 76, 19.
  - Todorov, B. (1993).  Dar čitaocima- Krstaš barjak.  Treće oko, 94,  3.
  - Todorov, B. (1996). Srbija – zemlja čudesnih otkrovenja.  Astro svet, 7, 46-47.
  - Todorov, B. (1997). Pirotski ćilim – blago iz sna. Astro svet, 9, 46-49.
  - Todorov, B. (2006).  Tesla to nikad ne bi kazao. Treće oko, 438, 7.
  - Тодоров, Б., Здравковић, С. (2006). Злоупотребљени православни геније, Православље, 30, 31.
  - Тодоров, Б.,  Здравковић, С. (2009).  Посебни осврт о заштити софтвера. Агенција „Интелигентна привреда“, Интелектуална својина-патенти, Београд, том 5, 23-26.
  - Тодоров, Б. (2001). Несвакидашњи духовни концерти. Политика, 25. II, 29.
  - Тодоров, Б. (2004).  Драгоценост за разумевање Библије.  Хришћанска мисао, 1-4, 64.
  - Todorov, B. (2007). Amerika je uvek u pravu , Treće oko, 453, 7.
  - Мр Хаџи Богдан Тодоров (2015). Моја прича и како даље. Билтен САИН, 1, 47-49.

## Књижевно стваралаштво
Док је студирао електротехнику у Београду,  Богдан је  почео да пише песме. Кроз приче  из живота дочарао је успомене из детињства, свог родног  Зеленграда, како га је називао. Оживео је успомене на мале људе из његовог омиљеног кафића „Целтиса“, у Сомбору. Отргао од заборава ликове који су му чинили врело успомена и инспирације. Није заобишао ни породицу. Иако јунаци имају нова имена, није тешко препознати о којим личностима је реч.  Многи савременици га памте по изванредним афоризмима.
- Објављене књиге

1. Тодоров, Б. 2006. Безвезна триологија. Београд: Теовид.
2. Тодоров, Б. 2006. Нишчима,  Нич,  Нигдино. Београд:Теовид.
3. Тодоров, Б. 2008. Церекологија са основама церекотерапије.Београд:Теовид. ( карикатуре Слободан Трифковић)
4. Тодоров, Б. 2009. Зеленградски Унцути Ландарала Угурсузи Мангаши, Београд: Поета.
5. Тодоров, Б. 2009.  Иза заборава. Београд: Поета.
6. Тодоров, Б.2010. Дневни дефектни деформизми – Defective Daily Dephormisms. Београд: Поета.
7. Тодоров, Б.  2016. Комбинована кобојаги књига. Београд: Лотина.
8. Тодоров, Б. 2016.  Ц – Ц – Ц . Београд: Лотина.
9. Тодоров, Б. ( 2016).  .Дивна давна дечија дешавања. Београд : Лотина.
10. Тодоров Б. 2019. ПА ОПЕТ Зеленградски Унцути Ландарала Угурсузи Мангаши. Београд: Књижевна  академија.

- Песме објављене  у антологијама.

1. ПЕСНИЧКО ПРОЛЕЋЕ ЧУКАРИЦЕ 2009,  Клуб писаца Чукарице, Београд, 2009, стр. 97, песма: Мирна ноћ
2. ПЕСНИЧКО ПРОЛЕЋЕ ЧУКАРИЦЕ 2010,  Клуб писаца Чукарице, Београд, 2010, стр.72, песма: Лепа, мала, црна
3. АНТОЛОГИЈА,  Годишњак антологијске поезије, Београд, 2010, стр.239/240, песме:
4. Стари принц, Богу одан
5. Антологија љубавне поезије, redakcija@poetabg.com, песма: Мрзим  те што те волим

Богдан је учествовао на бројним књижевним сусретима и манифестацијама. После пензионисања наставио је активан стваралачки рад. Књижевна сусретања су  најчешће имала хумористично-сатиричан тон. Наступао је више пута у библиотеци „Вук Караџић“, на Звездари у оквиру хумористичко - сатиричног програма „Ми чекамо унуке“: 31.10. 2009; 28.11. 2009;  9.1. 2010;  30.1. 2010; 3. И 4. 4. 2010; 1,2. и 3. 5. 2010. Своје књижевно стваралаштво приказивао је у клубу Боготражитеља, у кући Ђуре Јакшића („Летњи маратон хумора и сатире“, 23.8.2017, Београд), у ресторану Стемка, омиљеном састајалишту афористичара,  у Земуну; у библиотеци  „Милутун Бојић“ на Вождовцу, итд. Интензивни књижевни сусрети прекинути су појавом короне, након које се он вратио у родни Сомбор.
Књижевна дела су му превођена на немачки, енглески и шпански.

## Сликарско стваралаштво
Богдан је волео уметност. Сматаро је да се читањем богати не само знање, већ и дух. Читао је жанровски различита дела из књижевности, уметности, философије. Пратио је филмско стваралаштво,  а није пропуштао  прилике да посети галерије, ликовне салоне, музеје. Врхунац лепоте је проналазио у познатом париском музеју Le petit palais. У граду уметности је више пута боравио и можда су дела из овог старог здања била подстицај да и сам почне да слика. Сликао је оловком, темперама. Оставио је у наслеђе око стотину слика. Оне су за њега представљале својеврстан микрокосмос у макрокосмосу, начин поимања живота. У великим контрастима боја, насталих као продукт експлозије различитих осећања.  представљају мисаони монолог о свету; визуелним језиком говоре о љубави, патњи, традицији, религији. Сматрао је да слике, својим облицима, позитивно утичу на гледаоце и  да могу имати терапеутско својство; оне су  својеврстан естетски феномен .Такво поимање уметничког дела утицало је да заштити неколико слика   у Ауторској агенцији Србије (називи слика: Позитивно зрачење облика, Свеобухватност,  Заштитник љубави) . Богдану је посебно  драга била  слика светлосног крста Немањића,   коју је сликао у тоновима немањићке традиције иконописања. Тај крст је ставио на џепни календар 1993. године и делио га је српским борцима на ратишту.
Са сликарима  (Љубица Гођевац Јовичић, Боса Милаковић, Сава   Ђурђевић) основао је  групу „Колориште - двориште“. Десет година  су заједно наступали   (1985 – 2004), како са ликовним, тако и са књижевним прилозима и представама. Преко десет година је био на челу групе сликара – песника  Колориште – двориште ', и у оквиру ње двојезичног ""Ишчашеног позоришта“, односно  Уврнутог казалишта“. Сликарска група је приредила  и учествовала на изложбама југословенског и међународног карактера.
Богдан је приредио је две самосталне изложбе слика под називом  Маштања ' у Галерији ЈНА Сомбору почетком 1985. године и у Загребу у галерији Николе Тесле крајем 1985. године.
Учествовао је на преко четрдесет  колективних изложби југословенског и мећународног карактера, од којих су најзначајније следеће: 
- Изложба ликовне групе "Колориште двориште“, галерија "Олимп", Београд 1985. године.
- Интернационална изложба “Рад – Мир - Слобода“", на Београдском велесајму 1985. године.
- Интернационална изложба “Рад – Мир - Слобода“'", на Београдском велесајму 1986. године.
- Интернационална изложба “Рад – Мир - Слобода“, на Београдском велесајму 1987. године. •
- Осмомартовски сусрет ликовне групе “'Колориште двориште", галерија « Божидарац“', Народног универзитета “ Божидар Аџија“, Београд, 1987. године.
- Изложба "Првомајски уранак“' преношена за 1. мај 1987. године на заједничком телевизијском програму свих југословенских телевизија.
- Заједничка изложба са УСУ “Трећа димензија“ и УСУ "Ђура Јакшић“, Београд, 1987. године.
- Заједничка изложба са УСУ “Трећа димензија“ и УСУ "Ђура Јакшић“, Београд, 1988. године.
- Осмомартовски сусрет – групе "Колориште двориште“, галерија  Јанко Лисјак Народног универзитета "Браћа Стаменковић", Београд 1988. године.
- Новогодишња изложба 1990. године у кући Ђуре Јакшића у Скадарлији.
- Велика аукција – уља, темпера, акварела, гвашева, пастела и графика. просторије "Рас" Туриста, Београд 1990. Године Сав приход је дарован за радове на Храму Светог Саве у Београду.

## Истраживачко-новинарски рад
Богдан се бавио и новинарским радом. Чланци и фељтони су му објављивани  у Политици, Експрес Политици, Магазину Политике,   Истини, Ревији 92, Трећем оку, Аргументу, Гласнику Савезног завода за патенте, итд. Део чланака је био из области болести зависности, појави и опасност иод секти, генетски модификованој храни, сатанистима на интернету.  Из области неуропсихијатрије, болести зависности и секти објавио је  тридесет и три  научна и стручна рада. 
Био је главни и одговорни уредник часописа Први кораци,  Дијалог, многобројних Билтена Југословенског центра за научнотехничке информације.
Био је члан редакције часописа Истина, Ревије за 21 век, Гласника за интелектзалну својиму Завода за интелектуалну својину Србије и Црне Горе. Посебно интересовао за неуропсихијатрију; болестима зависности; сектама, сатанистима на интернету, сатанизам у цртаним филмовима, сајентологији, генетски модификованој храни, итд. Објављени научни и стручни радови из ових области су бројни.
Области су неуропсихијатрија, болести зависности/секте, генетски модификована храна, итд:
1. Сатанисти на интернету, округли сто "Рехабилитација жртава тоталитарних и деструктивних секти, жртава гуру покрета и психоорганизација", Светски конгрес о рехабилитацији у психијатрији, Сава Центар, Београд, 29. и 30.8.1997. године.
2. Сенић, А, Тодоров, Б.: Сајентологија- видови деловања секте, VI Светски конгрес о рехабилитацији у психијатрији- округли сто "Рехабилитација жртава тоталитарних верских секти, жртава гуру покрета и психоорганизација“, Београд, 29-30. августа 1997.
3. Сатанистичке секте и сајентолози на интернету, Научни скуп "Секте и здравље", Медицинска академија српског лекарског друштва и Институт за ментално здравље и војну психологију Војно-медицинске академије, "Медифарм", Београд, 7.5.1998.
4. Тодоров Богдан (саопштење): Деца и омладина као жртве секташке злоупотребе слободе вероисповести", Едукативни семинар "Савремена стручна суочавања – нови облици зависности" (Лепенски вир, 2000), Савез здравствених радника Београд – Институт за ментално здравље, Београд

- Чланци из тих облсати:

1. Todorov, B. (1996). Kobna cena duhovne pustoši. Revija 92 (172), 17,18.
2. Kordić, Z., Todorov, B. (1996). Sekte na specijalnom zadatku. Revija 92, (174),  12.
3. Todorov, B. (1996). Srbi na korak do (samo)uništenja. Revija 92,  (169),  4,5.
4. Todorov, B. (1996).  Satanisti se šire po internetu (koautor Slobodan Nikolić). Revija  92 (204) 14, 15.
5. Todorov, B. (1997). SATAN-ISTI, OVDE I SADA. Nedeljnik Stop, 6.9, 8.
6. Todorov, B. (1997). Sajentologija, vidovi delovanja sekte. Nedeljnik Stop (16),
7. Тодоров., Сенић, А. (1998).  Разум у гардероби – свет и секте: од езотерије до мистике, магије и сатанизма (1). Глас, 10.
8. Тодоров, B.,Сенић, A.  (1998).  Витезови у Сатаниној служби – свет и секте (2).  Глас, 10.
9. Тодоров, Б.,/Сенић, А. (1998).  Религије наступајућег новог доба – свет и секте: од езотерије до мистике, магије и сатанизма (3). 10.
10. Тодоров, Б., Ивановић, Д., Николић, С. (1998). Демонска политика, САД  наследни светски терориста. Јединство. 20.
11. Тодоров, Б., Ивановић, Д.,/ Николић, С. (1998).  Поносе се Дивљим западом - САД – наследни светски терориста (1). Јединство, 10.
12. Тодоров, Б.,  Ивановић, Д., Николић, С. ( 25,26. 4. 1998).  Демонска политика - САД – наследни светски терориста (2), Јединство, 10.
13. Тодоров, Б., Ивановић, Д.,/ Николић, С.  (1998). Под окриљем секти - САД – наследни светски терориста (3). Јединство, 12.
14. Тодоров, Б., Ивановић, Д., Николић, С. (1998). Сатанисти негирају нацију и државу - САД – наследни светски терориста (4). Јединство, 10.
15. Тодоров, Б.,  Ивановић, Д.,  Николић, С.  (1998).  Секте промовишу преко медија - САД – наследни светски терориста (5). Јединство, 10.
16. Todorov, b.,  Senić, A., Ivanović, D. (1998).  Ljudi – svinje uskoro na kućnim trpezama. Argument, 8,9.
17. Тодоров, Б., Сенић, А. (1998).  Циљ учења – кастинско друштво – свет и секте: од езотерије до мистике, магије и сатанизма (4). Глас, 28.
18. Todorov, B.,  Senić, A., Ivanović, D. (1998).  Potomci od zla oca i još gore majke-Ko su Amerikanci? Argument, 34,35.
19. Todorov, B., Senić.A., Ivanović, D. (1988).  Satanisti svoje mračne poruke deci šalju i kroz crtane filmove, Argument (150). 22,23.
20. Todorov, B., Senić, A., Ivanović, D. (1988).  Zašto država zatvara oči pred pogubnim delovanjem verskih sekti, Argument (151), 22,23.
21. Todorov, B., Senić, A. (1999).  Ideje skinhedsa kao opasno podmetanje,  Argument (157), 22,23.
22. Todorov, B.,Senić, A., Ivanović, D. (1999).  Satanizam (1)  Put do tame, preko ljudskog fetusa, lobanje, menstrualne krvi žena...Argument (160),  26,27.
23. 2Todorov. B.,  Senić,  A., Ivanović, D. (1999).  Satanizam (2) ): Orgije i satanski rituali održavaju se svake noći u kalamegdanskim katakombama, Argument (161), 26,27.
24. На радио таласима – време радозналости – породица, идентитет, стваралаштво – гост Богдан Тодоров са темом о деци као жртвама секташке злоупотребе и коришћење интернета и цртаних филмова за промовисање идеја сатанизма, Политика, Београд, 6. 12. 1999, стр. 39.
25. Todorov, B. (1999).  Oružjem protiv Tvorca. Treće oko (253), 18,19.
26. Тодоров, Б., Николић, С.Ж. (2002).   Сатанисти на интернету- први део. Истина (2), 42-44.
27. Тодоров, Б., Николић, С. (2003). Сатанисти на интернету- други део. Истина (3), 29-31.
28. Тодоров, Б. (2004).  Дивљи Запад извозник савременог сатанизма, Истина (4), 37-42.
29. Тодоров, Б., Сенић, А., Ивановић, Д.: Људи- свиње и одлуке светске трговинске организације,  у књизи: Александар Сенић, У рату за душу, Чачак, 2005, Д.О.О. Штампа, 121-124.

## Задужбинарство
Богдан је ктитор задужбинар храма Светог Саве на Врачару. Дао је новчане  прилоге црквама у Сомбору, на Вождовцу, манастиру Бешки у Црној Гори. За свој задужбинарски рад добио је више грамата, које су наведене у прилогу ове биографије. Одрастао у породици која је много страдала од комунистичког режима.  Отац, лекар, био је више пута премештан јер није одговарао „стандардима“ црвене власти. Имовина мајчиних рођака, као и њена, одузета је. Оно мало што је остало чувано је у срцима, споменарима и преосталим покретним стварима. Његова  породица, из  некада богатог грађанског слоја, шапатом је морала да прича, јер су“они“, „кулаци“, итд. Без обзира на ту чињеницу, Богдан је одлучио да обогати поставку сомборског Музеја предметима из грађанске породице, које ова установа није поседовала. Преко четири стотине предмета, од сребра, порцелана, књига, одеће, итд поклоњено је Музеју и основан ЛЕГАТ ПОРОДИЦЕ ВУИЋ, 2016. године.  Из породице Вуић је потицала Богданова мајка. То је највећа колекција предмета у историји ове установе, коју је даровао појединац. Целовитости Легата допринела је и  монографија „Сомборска породица Вуић“, објављена 2016. у Сомбору, У издању библиотеке „Карло Бијелицки“. Аутор је Богданова супруга Нада Тодоров.

## Рад у САИН-у (Српска академија изумитеља и научника)
Богдан је био један од оснивача САИН-а 2003. године у Београду. Био је њен подпредседник. Академија је установљена на основу праћења рада  сличних академија у иностранству. Изум, као признат и објављен патент, представља врхунац људског стваралаштва; ново стање технике које до тада није било познато, а у зависности од нивоа инвентивности, врло често окреће развој човечанства у правцу где се до тада није могло ни веровати да ће доспети. Академија је окупила део српских изумитеља, као и изумитеља из иностранства, а недавно је обележила двадесет година постојања. Академија поседује више од сто педесет патената и располаже стратешким изумима из области енергетике, металургије, детектовања и пречишћавања санитарних и техничких вода на земљи и у земљи, заштити од поплава, производњи чисте енергије, итд. Чланови Академије освојили су преко три стотине педесет златних плакета, медаља и пехара у многим земљама света. На патентима ових чланова докторирало је више од петнаест научника.

## Признања
Богдан Тодоров је добитник бројних међународних и српских признања за изуметељски рад и задужбинарство. Следи списак  
рдена, повеља, медаља, диплома, пехара, плакета, серификата и захвалница.
1. ГРАМАТА УТЕМЕЉАЧА СПОМЕН ХРАМА СВЕТОГ САВЕ НА ВРАЧАРУ, У БЕОГРАДУ, С БЛАГОСЛОВОМ ПАТРИЈАРСХА СРПСКОГ ГЕРМАНА, Београд,  13. 10. 1986. године
2. ГРАМАТА ВЕЛИКОГ ДОБРОТВОРА СПОМЕН ХРАМА СВЕТОГ САВЕ НА ВРАЧАРУ, У БЕОГРАДУ, С БЛАГОСЛОВОМ ПАТРИЈАРХА СРПСКОГ ГЕРМАНА, Београд,   09. 02. 1988. године
3. ГРАМАТА НА ПЕРГАМЕНТУ КТИТОРА – ЗАДУЖБИНАРА СПОМЕН ХРАМА СВЕТОГ САВЕ НА ВРАЧАРУ, У БЕОГРАДУ, С БЛАГОСЛОВОМ ПАТРИЈАРХА СРПСКОГ ГЕРМАНА, дато у престоном граду Београду, дана 18. 6. 1988. године
4. ПОВЕЉА о хаџилуку, Хиландар, септембар 2000. године
5. 5ПОВЕЉА о хаџилуку , Јерусалим, март 2011. године
6. АРХИЈЕРЕЈСКА ГРАМАТА ПРИЗНАЊА (са супругом Надом),  са благословом епископа бачког Иринеја, Нови Сад, 12. новембра 2018.
7. VARIAN DATA MACHINES, CERTIFIKATE ASSEMBLER PROGRAMING SOFTWARE TRAINING COURSE, oktober 1973, Paris
8. UNIDO ( United  Nations Industrial Development Organization) with TESKO OF BIOMEDICAL ELEKTRONIC EQUIPMENT, Budapest, 3. april 1975.
9. RÉPUBLIQUE   FRANÇAISES , STAGE de l'informatique medicale du 09. 01. 1976, au 10.14. 1976, Paris, 30. avril 1976
10. ДИПЛОМА СПЕЦИЈАЛИСТЕ ПАТЕНТНОГ ИНЖЕЊЕРА, Београд. 14. април 1989. године. Савез инжењера и техничара Југославије, Југословенско удружење за заштиту интелектуалне својине, Савезни завод за патенте, Правни факултет у Крагујевцу, Технички факултет у Зрењанину
11. PROGRAMME DE COOPÉRATION TEHNIQUE DU GOUVERNEMENT FRANCAIS, ACTIM    L’agence pour la coopération  technique industrielle et  économique  atteste Bogdan Todorov a efectué en France du 6 Décembre 1982 au 18 Decembre 1982 un stage de perfectionnement professionnel dans le domain de la REGULATION du TRAFIC URBAN, Paris, 18 Décembre 1982.
12. IV Международный конгресс „ Народная медицина Росии - прошлое, настоящее, будущее“ СЕРТИФИКАТ выдан ТОДОРОВУ БОГДАНУ в  том, что он действително являтся участником Конгресса, Москва 24 – 27- августа 2000 г.
13. МИНИСТЕРСТВО ОБОРОНЫ   РОССИЙСКОЙ ФЕДЕРАЦИИ – ДИПЛОМ, Богдан Тодорович, за активное участие в подготовке и предстанениi российских изобретений на Международном Салоне   промышленной собственности   „АРХИМЕД -2001“
14. Златна медаља АХИМЕД, 2001.
15. ORGANISATION MONDIALE DE LA PROPRIÉTÉ  INTELLECTUELLE
16. L'ACADÉMIE MONDIALE DE L’OMPI CERTIFIKAT  BOGDAN TODOROV,  Cours general de propriété intellectuelle, du 1 mars au 15 avril 2002, Kamil Idris, Directeur Général
17. Europen Patent Office – International Akademy CERTIFICAT  séminaire “ Las bravets , une source d’ information – Introduction a la propriété industrielle”, The Hague, 21. Juin 2002
18. DIPLOMA, BRUSSELS EUREKA 2002,  51 WORLD EXHIBITION OF INNOVATION, RESEARCH AND NEW TECNOLOGY, Bogdan Todorov, Adousisseur d’eaux mgnetique, Médaille d’or avec Mention, Brussels, 17/11/2002.
19. Organisation mondiale de la propriété intellectuelle, office  européen des brevets, CERTIFICAT  Séminaire interregional de niveau intermediare sur la propriété industrielle, Genev, Suisse du 5 au 7 juin 2002
20. Златна ПЛАКЕТА ТЕСЛА – ПУПИН Тодоров Богдан за изузетне резултате на подстицању, развијању и афирмацији проналазаштва, за примену иновација и унапређењу организације Савеза проналазача Југославије,  Савеза проналазача Југославије-, Београд, 11. октобар 2003.
21. TANTAE MOLIS ERAT; MERITE DE L’INVENTION,  Publikation au moniteur Belge du 13 février 1954, LE PRESENT DIPLOME de Chevalier. CROIX N°1856, BRUSSELS, 1 mars 2004
22. ПОВЕЉА АКАДЕМИЈЕ ИЗУМИТЕЉА СРБИЈЕ – САИН за промовисање у АКАДЕМИКА; Београд – Земун 2005.
23. OKLEVÉL  DIPLOMA, CECA, MILOŠ, BOGDAN TODOROV, magnetizer vode, IDEA, 2005, Bečej, maj 2005
24. Europen Patent Office – CERTIFICAT seminar „Appeal procedures at the Europen Patent Office“, Organised by European Patent Office in Munich from 4 to 8 July 2005, Munich, 8.July 2005
25. Europen Patent Office – CERTIFICAT seminar “ Search and examination of European patent applications with focus on physics electricity and mechanics”, Munich, 19-27.11.2005.
26. DIPLOMA, CECA, BOGDAN I MILOŠ TODOROV, IDEA – 2005, kao znak priznanja za izloženi rad. Bečej, maja 2005.
27. OKLEVÉL  Diploma, Az Ötlet Club 13 Egyesület  által  rendezett IDEA  Hódmezővásárhely nemzetközi kiállítás es vasaron  és  vásáron BOGDAN TODOROV kiállító  „csapra szerelhető  viz- mágnesező készülék“  cümu találmánya bronz fokozator ért el, Hódmezővásárhely, 2007. szeptember,16.
28. IDEA -2008,  OKLEVÉL DIPLOMA, Bogdan, Miloš i Smiljka Todorov, priznanje za rad Novi metod lečenja raka kože, srebrna medalja, Bečej maj 2008.
29. Srebrna MEDALJA, IDEJA, 2008.
30. EMLÉKLAP Bogdan Todorov, IDEA 2008  kiállításon való   részvételéért, Beremend 2008, augusztus 3.
31. СЕРТИФИКАТ, Богдан Тодоров, Република Србија, Основе коришћења рачунара и Windows оперативног система, Београд, 18.12. 2008.
32. OKLEVÉL, Az Ötlet Club 13 Egyesület  által  rendezett IDEA 2009 Székesfehérvár, Nemzetközi Kiállításon és  vásáron  Bogdan Todorov, kiállító részvételéért elismereésünket fejezzük  ki. Székesfehérvár , 2009, marcius 22.
33. Zlatna MEDALJA, IDEA 2009,  Székesfehérvár, Ötlet-Újdonság-Találmány Nemzetközi   Kiállítás  és  Vásár
34. ЗАХВАЛНИЦА Богдану Тодорову за учешће на песничком маратону „Сокобања 2009“, Књићевни клуб „Соколово перо“, Сокобања, 5.9.2009.
35. Zlatna MEDALJA, IDEJA, Bečej, 2010.
36. OKLEVÉL  Diploma, Az Ötlet Club 13 Egyesület  által  rendezett  XI. IDEA  Hódmezővásárhely nemzetközi kiállítás  és  vásáron BOGDAN TODOROV, Beograd, „vizlágyitó“ , Hódmezővásárhely, 2011. áprils 17.
37. ZAHVALNICA „IDEJA – 2011“, SMILJKA I BOGDAN TODOROV, za izloženi rad Magnetni omekšivač vode – Konstrukcija za isušivanje tumora, Bečej, 2.10.2011.
38. DIPLOMA, ZLATNA MEDALJA, ČIB – EXPO, Čelarevo, Bogdan Todorov za Protočni magnetni omekšivač vode, Međunarodna izložba inovacija privrede, tewhničkog stvaralaštva mladih i ekologije, Čelarevo, 18. septembar 2011.
39. ZAHVALA, za sudjelovanje BOGDAN TODOROVINVENTUM.6. međunarodni sajam inovacija, gospodarstva i tehničkog stvaralaštva mladih, Ilok, 18.-20. Svibnja 2012.
40. DIPLOMA, BOGDAN TODOROV, IDEJA – 2012, org.Klub stvaralaca i inovatora  Društva intelektualaca „Braća Tan“, Bečej, septembar, 2012.
41. ЗАХВАЛНИЦА Богдану Тодорову за учешће у програму ВОЖДОВАЧКИХ ЛЕТЊИХ ВЕЧЕРИ, Центар за културу и спорт Шумице, Београд, 31.август 2012.
42. ZAHVALA, za sudjelovanje BOGDAN TODOROV, 5. INVENTUM Međunarodni sajam inovacija, gospodarstva i tehničkog stvaralaštva mladih, Ilok, 2.-4.rujna 2011.
43. Zlatna MEDALJA, IDEJA, Bečej, 2012.
44. XVI Московский международный Салон , „ АРХИМЕД.2013“,  ДИПЛОМ, ЗОЛОТАЯ  МЕДАЛЬ, Тодоров Богдан, Тодоров Смиљка за разработку «УЗЕЛ КАЛЛОТО-КОНУСОБРАНЫХ КОНСТРУКЦИЙ ДЛЯ ВЫСУШИВАНИЯ ОПУХОЛЕЙ НАВЕДЕНИЕМ ЕСТЕСТВЕННОГО ИЗЛУЧЕНИЯ», Москва,  02.04 – 05.04. 2013
45. DIPLOMA, BOGDAN TODOROV, „IDEJA – 2013“, у знак признанја за изложени рад у Бечеју, Klub stvaralaca i inovatora  Društva intelektualaca „Braća Tan“ на Међународној изложби проналазача и иноватора, Bečej, septembar, 2013.
46. Zlatna MEDALJA, IDEJA, Bečej, 2010.
47. Zlatna MEDALJA, IDEJA, Bečej, 2013.
48. DIPLOMA BOGDAN TODOROV, Međunarodna izložba  IDEJA 2014, org.Klub stvaralaca i inovatora  Društva intelektualaca „Braća Tan“, Bečej, oktobar 2014.
49. Zlatna MEDALJA SAIN, 2014.
50. EMLÉKLAP Bogdan Todorov, mágnesez vízlágyító kiállító részére az „IDEA – 2015“ –Tiszaalpár,  Ötlet-Újdonság-Találmány nemzetkozi kiállítás és vásáron valo részvételért Tiszaalpár, 2015. Majus.3.
51. Bronzana MEDALJA, IDEA-EPO, Tiszaalpár, 2015.
52. Zlatna MEDALJA, BAP-EXPO, Bačka Palanka, 2013.
53. OKLEVÉL  XX. Az Ötlet Club 13 Egyesület  által  rendezett IDEA-EXPO Hódmezővásárhely,    Bogdan Todorov aloktása bemutatásaért, elismerésünket tejezzük ki, Hódmezővásárhely, 2016, aprilis 16.
54. ЗЛАТНА ПОВЕЉА,  Богдану Тодорову, Савез проналазача Србије (60 година савеза проналазача), Београд, 18. јануар 2017.
55. ПОВЕЉА  „МИХАЈЛО ПУПИН“ БОГДАНУ ТОДОРОВУ, Савез проналазача Србије, за успешно представљање иновација на 62. . Међународном сајму технике Београд, 21. мај 2018.
56. POVELJA  Todorov Bogdanu UDRUŽENJE PRONALAZAČA OPŠINE BAČKA PALANKA, BAP INVENT 2018, za Magnetni omekšivač vode, Bačka Palanka, 6. maja 2018.
57. ZAHVALNICA akademiku Bogdanu Todorovu na održanom predavanju u seriji manifestacije  INNOVA-BEČEJ,  Bečej, 18.5.2018.
58. ZAHVALNICA akademiku Bogdanu Todorovu за учествовање на изложби у серији manifestacije  INNOVA-BEČEJ 2017/18,  Bečej, 18.5.2018.
59. SPECIJALNI PEHAR, Grande pris de Portugal, Todorov Bogdan, 2018 European Capital of Innovation announced, Lisbon 2018.
60. ПОВЕЉА „МИХАЈЛО ПУПИН“ БОГДАНУ ТОДОРОВУ, Савез проналазача Србије, ЗА ДОПРИНОС РАЗВОЈА ИНОВАТИВНИХ ИДЕЈА,  63. Међународни сајам технике Београд, мај 2019.
61. SPECIJALNI PEHAR, SPECIAL AWARDFOR CONTRIBUTION TO INNOVATION for a Life dedicated to HADŽI BOGDAN TODOROV, TESLA FEST, Novi Sad, 2019.
62. ЗЛАТНА МЕДАЉА, постхумно, САИН, Београд, 2024.

## Интервјуи, цитирања и навођења
1. Петровић, Т. (2007). О занимљивим и узвишеним темама. Књижевне новине, 2007.
2. Академија изумитеља Србије САИН Београд, Приступна беседа академика подпредседника Tодоров Богдана и академика генералног секретара Зупца Мате, 22. јун 2005. у универзалној сали Централног дома Војске СЦГ
3. Anonim. (1968). Patentiran rad jednog studenta elektrotehnike. Elektron, 31,  4-5.
4. Хан, С. (1980). Конципирање покрајинског здравственог управљачко – информационог система, Нови Сад. Хипократ,  књига 1.
5. Nedanoski, V. (1990).  Let na pirotskom ćilimu, Tajne, 22,  66-67.
6. И. И. (1993).  Скуп езотериста. Политика, 14.  II, 15.
7. Arsenijević, V.( 1993). Simboli koji štite i jačaju. Treće oko, 244, 2.
8. Аноним. (1993).  Дар за Видовдан. Војска, 57, 51.
9. Аноним. (1993). Пјановић - Лукић, др Олга: Не знамо прошлост , Политика Експрес, Београд, 16. IV, 5.
10. Ж. М. (1993). Патенти из биоенергије. Политика Експрес, 24. VIII, 8.
11. Расулић, М. (1994). Ратне смицалице. Политика Експрес, 16.VI, 5.
12. М. И. С. (1994). Крст Немањића на нашим ваздухопловима, Војска, 109, 13.
13. Аноним. (1995). Jубиларна изложба – 10 година ликовно поетске групе Колориште - Двориште, Војска, Београд, 4.  V, 45.
14. Vuić, T. (1996). Klopka za gelere. Treće oko, 171, 54-55.
15. Аноним. (1997). Ћилими шарени, пиротски.  Вечерње новости, 6. VI, 31.
16. Чекеревац, М. (1997).  Сајентолози руше Албанију. Политика Експрес, 30 VIII, 7.
17. Stojadinović, LJ. (1997). Bez raketa su obarali američke avione.  Profil, 13, 48-54.
18. Минић, Д. (1997).  Сатана на интернету. Вечерње новости, 15.IX, 12.
19. П. С. (1997).  „Дијалогом“ против секти. Вечерње новости, 12. XII, 7.
20. Колунџија, Д. (1998). Ђаво у мрежи. Сомборске новине, 30. 01, 7.
21. Аноним. (1998). Секте у свету и код нас. Блиц, 17. 02, 24.
22. Живковић, М. (1998).  Секте шире зло. Политика, 25.  III, 24.
23. Аноним. (1998). Библиографија – Београдски „Дијалог“.  Православље, 1. IV, 11.
24. Васић, П. (1998). Како спречити ловце на душе. Српска војска, 13.IV,  6.
25. Аноним. (1998). Деструктивне секте. Политика, 29. IV,  42.
26. Кубуровић, М. (1998). Опасност за појединца, породицу и државу.  Политика, 8. V, 17.
27. Басарић,И. (1998). Тиха духовна „окупација“. Сомборске новине, 15. V, 5.
28. Пуповац, Н. (1998). Јеховини сведоци нису секта.  ГЛАС јавности, 21. V, 10.
29. Manojlović-Božović, D. ( 1998). Mantranje đavola. Nadanova,11, 12-17.
30. Petrović, V. N. (1998). Neprimetna kolonizacija. Duga, Beograd,   1701, 52-54.
31. Живковић, С. (1998).  Људски гени код животиња. Политика, 31. X, 17.
32. Simić, S. (1998). Sekte. Dosije X, 35, 2-5.
33. N. P. (1998). Umesto “Nevena”- “Kula stražara”. Duga- Žena, 1103, 12-14.
34. Petrović, N. V. (1998).  Ukinite sankcije ubi nas holesterol. Duga - Žena, 1104, 13-15.
35. Petrović, N. V. (1998).   Di ću ove šunke skloniti.  Duga, 1707, 34-35.
36. Arsenijević, V. (1999).  Himna života.  Treće oko, 245, 1,7.
37. Прокопљевић, П. (1999). Ловци на наивне душе. Београдске новине, 26. XI, 21.
38. Аноним. (1999). Породица, идентитет, стваралаштво. Политика,   6. XII, 39.
39. Прокопљевић, П.( 2000). Превара иза димне завесе. Православље, 788,  7.
40. Б. Ј. (2001).  Они су спремни на савез са ђаволом. Нови Експрес, 12. III, 8.
41. И. Ц. (2001). Секта са Христовим монограмом крије обавештајце србомрсце. Нови Експрес,  9. III,  1.
42. Б. Ј. (2001). Шта ће православцима папски знак, Нови Експрес, 13. IV, 4.
43. Јакшић, Б. (2001).  Уместо отпора непријатељу, обреди на мостовима, Нови Експрес, 24. IV, 10.
44. С. Б. (2001). Награђена четири југословенска проналазача. Политика,  23. V,  12.
45. Anonim. (2001). Poklon ćitaocima- veliki Krstaš barjak, Treće oko,  29. V, 2
46. Anonim. (2001). Veliki zaštitnik od Krstaš barjaka, Treće oko, 12. VI, 300, 31.
47. Зарић, Ј. П. (2001).  Све досетке Еколошке секте. ГЛАС јавности, 27.XII, 4.
48. Беара, С. (2002). Брза помоћ на столу. Политика, 30. IV, 1. и 2. V, 10.
49. Ковачевић, М.(2002). Мути воду да бактерије оду, Политика Експрес, 2. IX, 3.
50. Трифковић, С. (2002). Сатанистичке музичке групе на Интернету, Сенке интернета,  Војска.
51. Петровић, М. С. (2002). Сељачко решење. ГЛАС јавности, 13. IX, 15.
52. Д. М.  (2002). Два минута миксером. Сомборске новине, 4.X,  13.
53. N. T. (2002). Crna ruža ponovo seje smrt po Srbiji- Najkrvaviji satanisti postali "đačka sekta"! Bojim se novih tragedija. Nedeljni telegraf, 27. II, 17.
54. Н. Т. (2002).  Наша будућност- свиње са људским генима. БИЋЕМО ЉУДОЖДЕРИ!, Недељни телеграф, 2.X,  22-23.
55. Љ. 3. (2002).  Златна вода Тодорових, Сомборске новине, 22. XI, 24.
56. Anonim. (2003).   Kućni istraživački centar porodice Todorov. Revija za 21. vek, 5, 31.
57. Богичевић, Г. (2003).  Златна медаља за изворску воду, Еликсир, троброј зима 2003, 20-21.
58. Аноним. (2003).  О реформи школства. Истина, специјални број 1, 113.
59. Андрић, С. (2004).  Патенти и у Трансвалу. Политика, 13. 7, 10.
60. Аноним. (2004). Секте и млади. Сомборске новине,19. XI, 13.
61. Крајчиновић, Д. (2004).  Лек из „чесмоваче“. Вести, 9. III, 16.
62. Аноним. (2004). Господари из таме. Сомборске новине, 26. XI, 7.
63. Anonim. (2005).  Izvorska voda iz slavine. Bilje i zdravlje , 21, 58-59.
64. Станковић, Д. (2005).  Лековита чесмовача, Политика- Магазин, 393, 34.
65. Радосављевић, Љ. (2005). Интелектуална својина на просторима Србије. Институт ИМС, Београд
66. Тодоров, Б. (2005). Магнетни омекшивач воде. Туристичке манифестације, 2,2.
67. Станковић, Д. (2005). Лековита чесмовача – магнетни омекшивач воде породице Тодоров, Политика Магазин, 393, 34.
68. Raketić, S. (2006). Imate kamen u bubregu ili žuči,  Izbacite ga vodom!, Alternativna medicina, 12, 5.
69. Šarboh  S. (2006).  Patenti Nikole Tesle ka konačnoj listi. Edicija Monografska dela Muzeja Nikole Tesle. Muzej Nikole Tesle, 2006.
70. Петровић, Т. (2006).  Трезвена књига. Домети,  јесен – зима, 124-126.
71. Milić, S. (2006).  Magnetima leći vodu. Treće oko, 439, 18-19.
72. Ђуришић Б. (2007).  Дешифровао сам поруку Тарабића. Исцелитељ, 17,  6-8.
73. Манигодић, М. Мам (2007). Породица проналазача. Интелектуална својина, 2. IV, 8.
74. Radosavljević , P. (2007). Jung i ćirilica.  Treće oko, 452, 60.
75. Milić, S. (2007).  Otkrivena tajna Tarabićeve energije. Treće oko, 456, 6-7.
76. Мијаљевић, С. (2007).  На чију душу иде самоубиство у Батајници?,  Велика Србија, 2809, 52-53.
77. Аноним. (2007). Пример за углед. Политика, 7.  XII, 12.
78. Raketić, S. (2008). Tumoru pravim tumor. Alternativna medicina, 35, 10.
79. Milić,S. (2008).  Cerekajte se – dok ne ozdravite . Treće oko, 479, 28- 29.
80. Aноним (2008). Експерт за биомедицину, биоенергетику, информатику - мр Богдан Тодоров. Најуспешнији проналазачи у Србији 2008,  126-127, Београд: Задужбина Андрејевић
81. Бодин, Љ. (2008). Богат програм за различите укусе. Боготражитељ, 6, 4.
82. Ђуришић, Б. (2008). Смех као лек. Исцелитељ, 32, 12.
83. Ђаја, А. (2009). Аквизитери људских душа. Печат, 56, 34.
84. Кљаић, Л. (2010). Сећања на Сомборску Гимназију. Инг. Богдан Тодоров. Европринт,  120.
85. Нешић, С. (2010).  „Иза заборава“. Излог нових књига, Новине Београдског читалишта, 43, 20.
86. Јанков, В. (2010). Сушим тумор природним зрачењем.  Дневник, 3. X, 8.
87. Ђуришић, Б. (2010). Исушујем туморе. Видар, 8, 1-3,8-10.
88. Аноним. (2010).   Занимљиве иновације. Бечејски дани, Бечеј.408, 15.
89. Аноним. (2011).  Афоризми о љубави и женама. Политика, 2. III,
90. Милић, С. (2014). Академик Богдан Тодоров. Деценија српске академије  изумитеља и научника САИН 2004 -2014, 63-65.
91. А.К. (2017). Летњи маратон хумора и сатире. Политика, 23.VIII, 11.
92. Anonim. (2019). Humor naš nasušni. Pokazivač, 8.IX.
93. М.Тодоров, С.Басрак, Н. Тодоров (2024). Богдан Тодоров (биобиблиографски извори). Зборник радова ДВЕ ДЕЦЕНИЈЕ СРПСКЕ АКАДЕМИЈЕ ИЗУМИТЕЉА И НАУЧНИКА, САИН,  Српска академија изумитеља и научника, Београд, 93-116.